# Son numérique (cinéma)
Cet article traite des divers formats numériques de la bande son au cinéma et dans l'audiovisuel.

## Historique
Voir
- Article détaillé Bande son
- Article détaillé Cinéma numérique

### Son analogique optique
Le son stéréo optique analogique est toujours présent sur les copies 35 mm d'exploitation pour les salles de cinéma. En effet, un quelconque défaut du signal numérique entraînerait une rupture totale de la reproduction sonore, plongeant la salle dans le silence. Pour remédier à ce cas de figure, le son stéréo analogique optique est conservé à titre de « roue de secours ». Il est souvent encodé en Dolby Stereo plus connu chez le particulier sous le nom de Dolby Surround permettant un son multicanal matricé.
Il est bon de noter que le son multicanal analogique à pistes séparés existe (a contrario au Dolby Surround matricé dans les pistes stéréo). Le premier film à l'utiliser est "Fantasia" avec le Fantasound en 1940. Le format 70 mm utilise 6 pistes magnétiques séparées (5 à l'avant, une "Surround").

### Apparition du numérique
Au cinéma le son numérique est d'abord apparu  dans la phase de postproduction puis du tournage du film.

## Format multicanal
Liste des principaux formats dans l'ordre de leur apparition:

### Les formats 5.1
Dans les années 1990 s'ajoute à la bande sonore stéréo Dolby LtRt analogique de nouveaux formats numériques multicanaux.

#### Cinema Digital Sound (CDS)
La technologie Cinema Digital Sound (CDS), développée par Kodak, est la première application du son numérique au cinéma. Celle-ci est caractérisée par la présence sur le film de 6 canaux numériques : 5 pistes pleine bande PCM plus 1 subwoofer.
Le Kinopanorama a été la première salle en France à présenter un film en Cinema Digital Sound - (The Doors, Paris, 1991). Ce procédé se révèle trop fragile en exploitation, il est rapidement abandonné.

#### LC Concept
Le LC Concept repose sur la synchronisation par timecode entre la pellicule 35 mm du film projeté et un disque magnéto-optique de type CD-ROM via un.
Le taux de compression en LC Concept est de 6:1.

#### Dolby Digital
En 1992, Batman Returns (Batman, le défi) de Tim Burton, est le premier film à bénéficier du son multicanal numérique encodé en Dolby Digital.

#### DTS
En 1993, le film Jurassic Park de Steven Spielberg est le premier à bénéficier de ce format sonore.

#### SDDS
Arrêt de la fabrication en 2010.

### Les formats 6.1
En 1999, le film de George Lucas, Star Wars, épisode I : La Menace fantôme (The Phantom Menace) est le premier long-métrage à bénéficier de ce système d'encodage.

## Les formats pour le cinéma numérique

### Cinéma numérique
Cinéma numérique, potentiellement: 16 pistes numériques PCM 24 bits. Son non compressé enregistré sur un serveur.

### Cinéma 3D
7.1